# Akhyān
Akhyān (persiska: اخیان) är en ort i Iran.   Den ligger i provinsen Västazarbaijan, i den nordvästra delen av landet, 600 km väster om huvudstaden Teheran. Akhyān ligger 1 484 meter över havet och antalet invånare är 365.
Terrängen runt Akhyān är kuperad söderut, men norrut är den platt.Runt Akhyān är det ganska tätbefolkat, med 134 invånare per kvadratkilometer. Närmaste större samhälle är Salmās, 10,4 km norr om Akhyān. Trakten runt Akhyān består i huvudsak av gräsmarker.